# Dipartimento di Cortés
Il dipartimento di Cortés è un dipartimento dell'Honduras nord-occidentale avente come capoluogo San Pedro Sula.
Il dipartimento di Cortés comprende 12 comuni:
- Choloma
- La Lima
- Omoa
- Pimienta
- Potrerillos
- Puerto Cortés
- San Antonio de Cortés
- San Francisco de Yojoa
- San Manuel
- San Pedro Sula
- Santa Cruz de Yojoa
- Villanueva